# Kingdom of Madness
| Оценки критиков    | Оценки критиков |
| Источник           | Оценка          |
| ------------------ | --------------- |
| AllMusic           | [ 1 ]           |
| Metal Hammer (GER) | [ 2 ]           |

Kingdom of Madness (с англ. — «Царство безумия») — второй альбом немецкой метал-группы Edguy и первый альбом, официально выпущенный ими на лейбле AFM Records в 1997 году.

## Список композиций
Все тексты песен написаны Тобиасом Замметом. Музыка, там где она дополнительно не указана, тоже написана Тобиасом Замметом.
1. «Paradise» — 6:24 (Заммет/Людвиг)
2. «Wings of a Dream» — 5:24
3. «Heart of Twilight» — 5:32 (Заммет/Людвиг)
4. «Dark Symphony» — 1:05 (Заммет/Людвиг)
5. «Deadmaker» — 5:15 (Заммет/Людвиг)
6. «Angel Rebellion» — 6:44 (Заммет/Людвиг)
7. «When a Hero Cries» — 3:59
8. «Steel Church» — 6:29 (Заммет/Людвиг/Сторч)
9. «The Kingdom» — 18:23

## Участники записи
- Тобиас Заммет — вокал, бас-гитара, клавишные
- Йенс Людвиг — гитара
- Дирк Зауэр — гитара
- Доминик Шторх — ударные
- Крис Болтендах (группа Grave Digger) — бэк-вокал, вокал в песне № 9